# Пирог с говядиной и почками
Пирог с говядиной и почками (англ. Steak and kidney pie) — одно из традиционых блюд британской кухни. Представляет собой пирог с начинкой из говядины, почек (говяжьих, бараньих, телячьих или свиных) и лука.
В британской кухне есть похожее блюдо — пудинг с говядиной и почками, отличающееся формой и способом приготовления.

## История
В современное время для пирогов и пудингов с говядиной и почками, как правило, используется один и тот же набор ингредиентов, однако до середины XIX века существовали различия: пудинги готовили с говядиной, а пироги — с почками либо из смеси говядины и баранины.
По словам автора книг о кулинарии Джейн Григсон, первый опубликованный рецепт сочетания говядины и почек появился в 1859 году в «Книге миссис Битон о ведении домашнего хозяйства». Изабелла Битон использовала этот рецепт для приготовления пудинга, а не для пирога. Рецепт был прислан ей корреспондентом из Суссекса на юго-востоке Англии, и Григсон предполагает, что до этого момента это было региональное блюдо, неизвестное поварам в других частях Британии.
Битон предположила, что рецепт из говядины и почек можно «очень сильно обогатить», добавив грибы или устрицы. В те дни устрицы стоили дешевле грибов, выращивание которых в Европе всё ещё находилось в зачаточном состоянии. В следующем столетии Дороти Хартли (1954) рекомендовала использовать грибы вместо устриц, потому что длительный процесс приготовления «может сделать [устрицы] жёсткими», и указала, что в качестве ингредиента-морепродукта моллюски будут лучше устриц.
Ни Битон, ни Хартли не указывали вид животного, почки которого должны были использоваться в рецепте. Григсон (1974) и Маркус Уэйринг (2006) советовали использовать либо телячьи, либо бычьи почки. Другие авторы в качестве ингредиента советовали почки ягнёнка или барана (Маргерит Паттен, Найджела Лоусон и Джон Тород), почки быка (Мэри Берри, Делия Смит и Хью Фернли-Уиттингстолл), почки телячьи (Гордон Рамзи), либо свиные, либо бараньи (Джейми Оливер), а также либо почки быка, бараньи, либо телячьи (Гэри Роудс).

## Приготовление и разновидности
Существуют два основных вида пирогов с говядиной и почками. В первом варианте форма выпечки полностью выстилается тестом, в которое затем помещается мясная начинка, и сверху накрывается ещё одним слоем теста. Во втором варианте мясо кладется прямо в форму, накрываясь только верхней корочкой. В обоих случаях часто используется пироговая воронка, чтобы верхняя корочка не проваливалась в начинку во время выпекания. Для пирога может применяться как слоёное, так и песочное тесто. Иногда мясо предварительно готовится, а иногда кладется в пирог сырым. Помимо говядины и почек, в начинку часто кладут морковь и лук. Пирог может готовиться с использованием говяжьего бульона, красного вина и стаута.
Можно выделить разные региональные варианты рецепта. В Западной Англии перед подачей в пирог могут заливаться топлёные или двойные сливки. Пирог Ормидейл (Ormidale pie) из Шотландского нагорья приправляют чайной ложкой вустерского соуса, уксуса и томатного соуса. В Восточном Йоркшире почки заменяют ломтиками картофеля. В Мидлендсе, Северной Англии и Шотландии часто добавляют устрицы или грибы, или и то, и другое; в Шотландии этот вариант известен как пирог Массельбург (Musselburgh pie).

### Комментарии
1. ↑  Целиком книга была опубликована в 1861 году, но в течение двух предыдущих лет выходила по частям[4].